# Christopher Rich

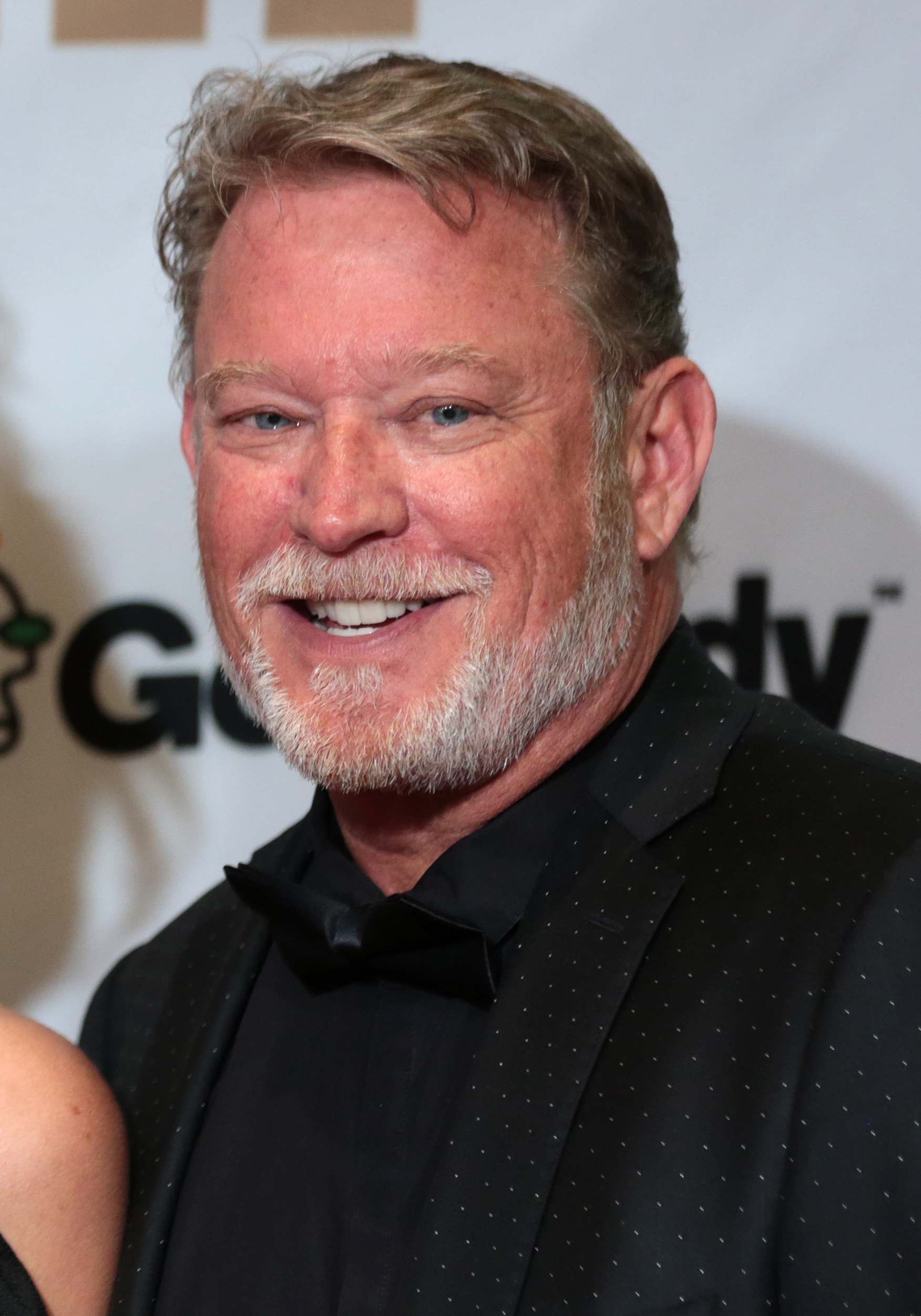
Christopher Rich

Christopher Rich Wilson (Dallas (Texas), 16 september 1953) is een Amerikaans acteur, filmproducent en filmregisseur

## Biografie
Wilson studeerde af met een master in theaterwetenschap aan de Cornell-universiteit in Ithaca (New York).
Wilson was van 1982 tot en met 1996 getrouwd met actrice Nancy Frangione. Hij is nu opnieuw getrouwd en heeft hieruit een tweeling en een geadopteerde dochter. Zijn vrouw was in 1985 finaliste bij de missverkiezing van Polen, en nam deel aan de Olympische Zomerspelen 1980 in gymnastiek.

## Filmografie

### Films
Uitgezonderd korte films.
- 2024 Bedtime Stories: Tales of Love and Hate - als Joe Bradley
- 2021 Spiked - als dr. Matthews
- 2018 Christmas in the Heartland - als Bob Gentry
- 2017 Anabolic Life - als dr. Williams
- 2016 Cassidy Way - als Donald
- 2013 Holiday Road Trip – Roger
- 2011 My Freakin' Family – als Gary
- 2000 Going Home – Jack
- 1997 Critics and Other Freaks – als Sandy
- 1993 The Joy Luck Club – als Rich
- 1991 The Gambler Returns: The Luck of the Draw – als Lute Cantrell
- 1991 In the Line of Duty: Manhunt in the Dakotas – als Scott Faul
- 1991 Flight of the Intruder – als luitenant Morgan McPherson
- 1990 In the Line of Duty: A Cop for the Killing – als IA officier
- 1990 Archie: To Riverdale and Back Again – als Archie Andrews
- 1989 Hound Town – als Napoleon (stem)
- 1989 Prisoners of Inertia – als Dave
- 1988 Smart Guys – als Ned
- 1985 The Recovery Room – als dr. Russell Sears
- 1983 The First Time – as knappe man met sportauto

### Televisieseries
Uitgezonderd eenmalige gastrollen.
- 2010-2015 Melissa & Joey – als Russell Burke – 8 afl.
- 2009-2010 Desperate Housewives – als Bruce – 2 afl.
- 2005-2008 Boston Legal – als Melvin Palmer – 6 afl.
- 2001-2007 Reba – als Brock Enroll Hart – 122 afl.
- 1996-1998 Nash Bridges – als agent David Katz – 3 afl.
- 1998 Suddenly Susan – als Francis Shafer – 2 afl.
- 1998 Alright Already – als Lowell – 2 afl.
- 1989-1997 Murphy Brown – als Miller Redfield – 22 afl.
- 1994-1995 The George Carlin Show – als dr. Neil Beck – 27 afl.
- 1992 Sibs – als Sean – 4 afl.
- 1987-1988 The Charmings – als Eric Charming – 21 afl.
- 1981-1982 Another World – als Sandy Alexander – 7 afl.

### Filmproducent
- 2017 Christmas in the Heartland - film
- 2014 Swallow Your Bliss - televisieserie - 1 afl.
- 1991 In the Line of Duty: Manhunt in the Dakotas - film

### Filmregisseur
- 2003 - 2006 Reba - televisieserie - 6 afl.

- Library of Congress Control Number: no2001084647
- Nationale Bibliotheek van Israël: 987008729755605171
- Virtual International Authority File: 24256957
- WorldCat: E39PBJxhtcQ6prwYyDWYpf4H4q